# Нгиало
Нгиало (вьет. Nghĩa Lộ) — город (административная единица первого порядка) на северо-западе Вьетнама, в провинции Йенбай.
Расположен в южной части провинции, к юго-западу от её административного центра, города Йенбай, на высоте 264 метра над уровнем моря. Через город протекает река Тхиа (приток реки Хонгха). Площадь Нгиало составляет 29,67 км² .
Население по данным на 2009 год составляет 27 336 человек, из них 69,91 % — городское население и 30,09 % — сельское. По данным на 2003 год население города насчитывало 26 032 человека.